# Електричні системи (державне підприємство)
Електричні системи — підприємство з виробництва електроджгутів для автомобільного концерну «Mercedes». Розташоване в місті Вінниця.

## Історія
Підприємство було засноване 12 липня 2017 року. На це було витрачено 10 мільйонів євро інвестицій, створено майже 2 тисячі нових робочих місць та ринкові умови оплати праці. Американська компанія Delphi Corporation стала партнером цього виробничого проекту та вже розмістила перше замовлення. Відповідну Угоду підписали в.о. директора «Електричних систем» Олександр Тищенко та представник компанії Delphi, виконавчий керівник її європейського підрозділу, Луїш Фіґуейредо. В урочистій церемонії відкриття в стінах концерну брав участь аташе з питань торгівлі США Мішель Сміт та Голова Вінницької ОДА Валерій Коровій.
Виконувач обов'язків керівника «Електричних систем» Олександр Тищенко повідомив, що підприємство згенерує 500 робочих місць вже 2017 року, а до кінця 2018 — майже 2 тисячі.
18 жовтня 2017 року підприємство виготовило перші комплектуючі.
|                                                 | Ми вже випустили перші джгути для автомобіля «Mercedes». Сьогодні на підприємстві працюють 32 робітника, хоча офіційно працевлаштовані 300. Інші проходять навчання на ДП ВО «Карпати» в м.Івано-Франківськ. Очікуємо найближчим часом ще одну партію обладнання. Це початок виробництва продукції високої якості у Вінниці для європейських заводів. |
| — помічник керівника підприємства Анжела Шимчук | |

Виробництво працюватиме у три зміни, а для зручності працівників у місті підлаштують роботу транспорту.

## Керівництво
- Тищенко Олександр Павлович (від 2017)